# Коментиол
Коментиол (грчки: Κομεντίολος; умро 602.) је био византијски војсковођа с краја 6. века. Служио је цара Маврикија (582-602). Један је од најзначајнијих византијских генерала у ратовима са Персијом и Аварима. Убијен је 602. године у побуни византијске војске.

## Биографија
Ништа се не зна о Коментиоловом раном животу, сем да потиче из Тракије. По први пут се у изворима јавља 583. године као официр (скрибон) Ескубите, цареве гарде. Учествује у византијском посланству Бајану (562-602), аварском кагану. Према Теофилакту Симокати, Коментиол је разбеснео Бајана те је накратко био затворен. Као командант Ескубите, Коментиол ће до краја остати веран цару Маврикију. Цар је помогао успон Коментиола. Коментиол је именован таксиархом. Поверена му је команда над војском која је послата на словенска племена која су упала у Тракију и продрла до Анастасијевих зидова, одбрамбених зидова Цариграда. Коментиол је поразио словенска племена на реци Ергинији, у близини Дугих бедема. Као награду за овај успех, добио је титулу магистер милитума 585. године. Том приликом, или можда мало касније (око 589.), Коментиол је добио титулу патрикија. На лето 585. године поразио је велику словенску војску, а 586. године је на челу византијске војске против Авара који су прекршили споразум. Следеће године окупио је војску од 10.000 Византинаца код Анхијала. Припремао је заседу за Бајана, али није успео.
До 589. године је Коментиол служио као магистер милитум у провинцији Хиспанији (јужна Шпанија). Натпис са његовим именом пронађен је у Новој Картагини. До јесени 589. године он се вратио на исток и заменио војсковођу Филипика као командант војске против Персије. Односи победу у бици код Сисауранона. Неуспешно је покушавао да поврати Мартирополис. На пролеће 590. године дочекао је у свом седишту у Хијераполису легитимног персијског краља Хозроја II (590-620), кога је од Византије тражио подршку против узурпатора Бахрама VI (590-591). Маврикије је одлучио да подржи Хозроја и окупио је војску за напад на узурпатора. Команда је најпре поверена Коментиолу. Међутим, Хозроје се жалио да се Коментиол непристојно опходио према њему, те је команда поверена Нарзесу. Коментиол је у кампањи учествовао као командант десног крила војске. Долазак Хозроја на власт довео је до склапања мира са Персијом који је трајао скоро 20 година. Византинцима су вражени градови у Месопотамији и Јерменији.
Склапање мира са Персијом омогућило је Маврикију да покрене своју "балканску кампању" против Словена и Авара. Коментиол је 598. године послат у Тракију. Тамо је тешко поражен и приморан да бежи у Цариград. Тамо се морао суочити са оптужбама о издаји. Цар га је помиловао и потврдио му титулу магистер милитума. Заједно са куропалатом Петром учествује у походу из 602. године. Те године, војска се побунила против цара Маврикија након наређења да презими преко Дунава. Коментиолу је поверена одбрана зидина Цариграда. Након што се Фока попео на престо, Коментиол је погубљен као присталица старог режима.